# Comeat

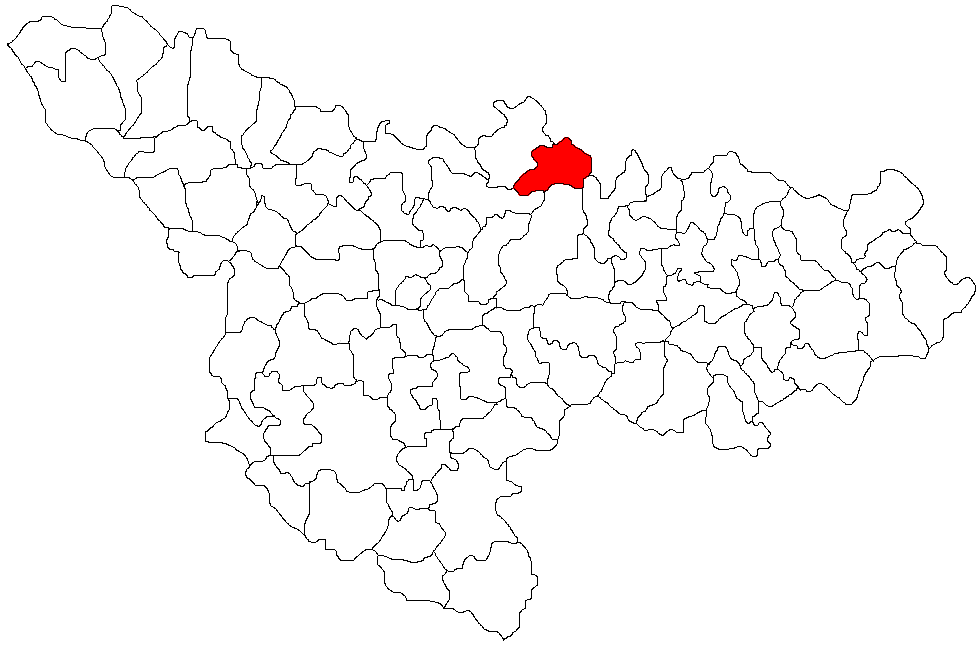
Lage der Gemeinde Bogda im Kreis Timiș

Comeat (deutsch Lichtenwald, ungarisch Komjáth, Temeskomját) ist ein Dorf im Kreis Timiș, Banat, Rumänien. Comeat gehört zur Gemeinde Bogda. 

## Geografische Lage
Comeat liegt im Norden des Kreises Timiș, an der Grenze zum Kreis Arad, an der Kreisstraße DJ691 Mașloc-Topolovățu Mare, in 53 Kilometer Entfernung von Timișoara.

## Nachbarorte
| Bogda          | Sintar                                      | Lipovaer Hügel |
| Charlottenburg | Kompassrose, die auf Nachbargemeinden zeigt | Cuveșdia       |
| Buzad          |                                             | Hodoș          |

## Geschichte
Eine erste urkundliche Erwähnung der Siedlung Komjat stammt aus dem Jahr 1547, als die Ortschaft zum Komitat Arad gehörte. Damals bestand die Ortschaft aus zwei Siedlungen Dolni Komjat (Unter-Komjat) und Gorni Komjat (Ober-Komjat). Auf der Mercy-Karte von 1723/24 waren beide Siedlungen bewohnt. 
Nach dem Frieden von Passarowitz (1718), als das Banat eine Habsburger Krondomäne wurde, war Komjat Teil des Temescher Banats.
1771 wurden 42 deutsche Familien angesiedelt und die amtliche Ortsbezeichnung war Lichtenwald. 1782 war Iosif Pottyondy Grundbesitzer. Zur gleichen Zeit begann die Abwanderung der Deutschen in die benachbarten Orte Charlottenburg und Altringen. Später waren Petru und Francisc Ciocan die Grundherren von Comeat. 
Nach dem Österreichisch-Ungarischen Ausgleich (1867) wurde das Banat dem Königreich Ungarn innerhalb der Doppelmonarchie Österreich-Ungarn angegliedert. 
Der Vertrag von Trianon am 4. Juni 1920 hatte die Dreiteilung des Banats zur Folge, wodurch Komjáth an das Königreich Rumänien fiel. Seitdem ist Comeat die amtliche Ortsbezeichnung. In der Zwischenkriegszeit gehörte Comeat zum Komitat Temes-Torontal, Stuhlbezirk Lipova.

## Demografie
| 1880 | 360 | 327 | 10 | 23 | - |
| 1910 | 530 | 490 | 33 | 6  | 1 |
| 1930 | 495 | 491 | 2  | 2  | - |
| 1977 | 132 | 128 | 4  | -  | - |
| 2002 | 33  | 28  | 1  | 1  | 3 |